# شينساي كماتيشان
شينساي كماتيشان (神聖かまってちゃん)هي فرقة روك يابانية من تشيبا تشكلت في عام 2007. الفرقة تشمل على نوكو (الغيتار،لوحة المفاتيح الموسيقية،أغاني رئيسية) ومونو (أغاني رئيسية،الغيتار، لوحة المفاتيح الموسيقية،دف صغير)، ميساكو (طقم طبول)، ثم تشيباغي (غيتار البيس، تشوروس).

## التاريخ
نالت الفرقة عضويتها عن طريق الفيديوهات على الإنترنت وهكذا، الذي أصبحت غير عادية في اليابان. أصدروا ألبومهم الأول، Tomodachi o Koroshite Made (友だちを殺してまで, حرفيا. «إلى قتل صديق»)، في 10 مارس 2010 حصلوا على علامة مستقلة من إتقان الموسيقى، التي هي مدارة من قبل شركة إدارتهم التي تحمل نفس الاسم.
كسبوا لاحقاً العلامة الرئيسية وارنر ميوزيك اليابان، مع ألبوم Tsumanne (つまんね، حرفيا. «التجويف») متابعة تلك العلامة في 22 ديسمبر عام 2010. في نفس اليوم، أصدروا أيضا Minna Shine (みんな死ね، حرفيا. «كل شخص يموت») على Prefect music.
في 31 أغسطس 2011، أصدروا ألبوم الرابع، 8 Gatsu 32 Nichi e (８月３２日へ، حرفيا. «إلى 32 أغسطس»).
الفيلم الخيالي شينساي كماتيشان: Rock ‘n’ Roll wa Nariyamanai (劇場版・神聖かまってちゃん／ロックンロールは鳴り止まないっ) إدارة الفرقة بنفسها أصدرت المنتجات المرقٌطَة في اليابان في 2 أبريل 2011. إن اسم اللفيلم بالعربية «يدق في آدانهم».
موسيقاهم هي مزيج غريب من بوب مع الأنغام وبيانو إضافة إلى القصائد الغنائية المظلمة وبانك. أغلب أغانيهم تعدل إلكترونيا بالنوكو، الذي يستعمل التأخير الثقيل و (بيتش شيفتين).

## الانتباه الإعلامي
استلم شينساي كماتيشان الكثير من الإنتباه الإعلامي في اليابان، بالرغم من أن نوكو لديه قليل وهو يعمل بالمقابلات.
جذبوا إنتباه أيضا من أجهزة إعلام اللغة الإنجليزية. هم وافقوا (بدون نوكو) في فيديو على موقع ويب المجلة البريطانية موسيقى اكسبرس جديدة في Summer Sonic عام 2010. وأيضا ذا جابان تايمز،  وألبومهم الأول، Tomodachi o Koroshite Made نشر من قبل مجلة حاضرة. هم أيضا أشيروا في مختلف blogs.

## أعضاء الفرقة
الأعضاء الحاليون
- مونو (海藤佑希 Umifuji Yūki، ولد 16 ديسمبر 1985) — قائد فرقة  [لغات أخرى]‏،الغيتار، لوحة المفاتيح الموسيقية، دف صغير
- نوكو (大島亮介 Ōshima Ryōsuke، ولد 16 يونيو 1985) — أغاني رئيسية  [لغات أخرى]‏، غيثار، لوحة المفاتيح الموسيقية
- ميساكو (鈴木美早子 Suzuki Misako، ولد 11 أكتوبر 1985) — طقم طبول
- تشيباغين (佐久間大作 Sakuma Daisaku، ولد 11 ديسمبر 1985) — غيتار البيس، الجوقة

الأعضاء السابقون
- أباتشي (あべしょ Abesho، ولد 19 سيبتمبر 1884) — غيثار، غيثار البيس
- سانشيرو (サンシロウ Sanshirou) — غيثار البيس

## التسجيل

### الألبومات
| العنوان                                                              | تفاصيل الألبوم                                        | تسجيل المسار | المبيعات |
| -------------------------------------------------------------------- | ----------------------------------------------------- | --- | -------- |
| Tomodachi wo Koroshite Made 友だちを殺してまで حرفيا. "إلى قتل صديق" | - إصدار: 10 مايو 2010 - العلامة: Perfect Music        | 1. ロックンロールは鳴り止まないっ 2. ぺんてる 3. 死にたい季節 4. 23才の夏休み 5. 学校に行きたくない 6. ゆーれいみマン 7. ちりとり 8. [Secret Track] |          |
| Tsumanne つまんね حرفيا. "التجويف"                                   | - إصدار: 22 ديسمبر 2010 - العلامة: Warner Music Japan | 1. 白いたまご 2. 天使じゃ地上じゃちっそく死 3. 美ちなる方へ 4. 芋虫さん 5. 黒いたまご 6. 笛吹き花ちゃん 7. 夜空の虫とどこまでも 8. 通学LOW 9. いかれたNeet 10. さわやかな朝 11. 晴天脱力 12. オーディオトラック 12                                                                                |          |
| Minna Shine みんな死ね حرفيا. "كل الأشخاص سيموتون"                   | - إصدار: 22 ديسمبر 2010 - العلامة: Perfect Music      | 1. ねこラジ 2. あるてぃめっとレイザー！ 3. ベイビーレイニーデイリー 4. 自分らしく 5. 怒鳴るゆめ 6. 最悪な少女の将来 7. スピード 8. 男はロマンだぜ！たけだ君っ 9. 神様それではひどいなり 10. 僕のブルース 11. ぽろりろりんなぼくもぎゃぎゃぎゃぎゃぎゃーん 12. いくつになったら 13. 口ずさめる様に |          |
| 8 Gatsu 32 Nichi e 8月32日へ حرفيا. "إلى 32 أغسطس"                   | - إصدار: 31 أغسطس 2011 - العلامة: Warner Music Japan  | 1. グロい花 2. 22才の夏休み 3. 夕暮れメモライザ 4. コタツから眺める世界地図 5. 映画 6. 僕は頑張るよっ 7. 制服b少年 8. バグったのーみそ 9. 23才の夏休み 10. 26才の夏休み |          |
| Tanoshiine 楽しいね حرفيا. "المرح"                                   | - إصدار: 14 نوفمبر 2012 - العلامة: Warner Music Japan | 1. 知恵ちゃんの聖書 2. 仲間を探したい 3. 友達なんていらない死ね 4. コンクリートの向こう側へ 5. ベルセウスの空 6. 雨宮せつな 7. 2年 8. らんっ! 9. 鳥みたくあるいてこっ 10. 花ちゃんはリスかっ! 11. [Hidden Track]                                                                                  |          |
| Eiyuu syndrome 英雄syndrome حرفيا. "متلاومة بطل"                     | - إصدار: 10 سيبتمر 2014 - العلامة: Warner Music Japan | 1. オルゴールの魔法 2. ズッ友 3. ロボットノ夜 4. 新宿駅 5. おかえり 6. 背伸び 7. 彼女は太陽のエンジェル 8. ひとりぼっち 9. フロントメモリー feat.川本真琴 10. だいじょぶわないじゃん 11. 砲の上のあの娘 12. フロントメモリー (の子vo.ver)                                                         |          |
| Natsu. Insutoru 夏.インストール حرفيا. "الصيف. Iتثبيث"               | - إصدار: 6 يونيو 2016 - العلامة: Warner Music Japan   | 1. きっと良くなるさ 2. 僕ブレード 3. そよぐ風の中で 4. リッケンバンカー 5. たんぽぽ 6. drugs,ねー子 7. ロマンス 8. 天文学的なその数から 9. 笛吹き花ちゃん feat.みさこ |          |

## روابط خارجية
- شينساي كماتيشان على موقع ميوزك برينز (الإنجليزية)
- شينساي كماتيشان على موقع أول ميوزيك (الإنجليزية)
- شينساي كماتيشان على موقع ديسكوغز (الإنجليزية)

## وصلات خاريجبة
- الموقع الرسمي